# タチカラ
タチカラ（TACHIKARA）は、日本のスポーツボールブランド。
社名は、日本神話に登場する腕力・筋力を象徴する神である天手力雄神（アメノタヂカラオ）に由来する。

## 沿革
1915年：飯室豊三郎によって飯室運動具製作所が創業。
1934年：「TACHIKARA」ブランドを採用。
1950年：豊三郎の実弟である飯室至によって、今日に至る縫目なしの皮張りボール「シムレスボール」が発明される。
1964年：東京オリンピックの公式試合球として認定される。
1968年：メキシコオリンピックの公式試合球として認定される。
1976年：モントリオールオリンピックの公式試合球として認定される。
1980年：モスクワオリンピックの公式試合球として認定される。
1985年：NBAのオフィシャルライセンスを取得。
1987年：スポルディングの球技ボールの製造・販売元として、当時としては異例の年間100万個以上のボールを売り上げる。
2013年：「タチカラホールディングス株式会社」を設立。さまざまな業界で影響を与えるブランドやデザイナー、またリーグやイベントとのコラボレーションラインとなる「TACHIKARA CUSTOM」を始動。
2014年：球技業界史上で初めて、協会公認球と同等の品質の天然皮革素材の全てのパネルに自由なグラフィックをデザインすることのできる製法の開発に成功（製法特許出願中）。